# Ваља Ларга-Сарулешти (Бузау)
Ваља Ларга-Сарулешти (рум. Valea Largă-Sărulești) насеље је у Румунији у округу Бузау у општини Сарулешти. Oпштина се налази на надморској висини од 553 m.

## Становништво
Према подацима из 2002. године у насељу је живело 344 становника, од којих су сви румунске националности.